# Olmaliq
Olmaliq (in uzbeko Olmaliq; in cirillico Олмалиқ; in russo Алмалык?, Almalyk), anche Olmalik, è una città dell'Uzbekistan, nella regione di Tashkent. Si trova 57 km a sud-est di Tashkent.
La città si è sviluppata negli anni trenta del XX secolo, ad opera dell'Unione Sovietica, per sfruttare i locali giacimenti di rame, piombo, zinco, oro, argento e barite. Vi sono molte fonderie e industrie collegate all'estrazione e alla metallurgia. La città ha subito di conseguenza un alto tasso di inquinamento e l'aria ha un'alta concentrazione di acido solforico, mentre il suolo contiene centinaia di tonnellate di rifiuti tossici. Il governo uzbeco ha respinto le richieste di chiusura degli impianti che danno occupazione a 25 000 residenti e rappresentano una parte sostanziale dell'economia della regione, tuttavia, nel gennaio del 2005, ha annunciato piani di bonifica della zona da portare a termine nel 2010.